# CET-Nord
Більцька «ЧЕТ-Норд» (CET-Nord, раніше — Бельцька ТЕЦ) — теплоелектроцентраль, розташована в місті Бєльці, Молдова.
AO «ЧЕТ-Норд» працює з 1956 року та постачає тепло приблизно для 100 тисяч жителів Бєльців. Нині вона виробляє близько 115 ГВт-год/год електроенергії та 193,7 тис. Гкал/рік теплоенергії, забезпечуючи теплоносієм понад 70 % населення муніципію Бєльців. 1 034 180 м², або 32 тис. квартир, використовують централізоване опалення від ТЕЦ «Норд».

## Історія
У грудні 1956 року було пущено першого турбогенератора Бельцької ТЕЦ потужністю 4 МВт і паровий котел продуктивністю 20 т/год. У 1995 році виконано заміну турбіни ст.№ 3, що відпрацювала свій ресурс, на турбіну типу ПТ-12-35 потужність 12 МВт. У 1996 році демонтовано турбоагрегати ст.№ 1, 2, які відпрацювали свій ресурс, для заміни їх турбоагрегатами типу ПТ-12-35 потужністю по 12 МВт. Виконано будівництво фундаменту для турбоагрегатів ст. № 1,2. Також виконано реконструкцію турбіни ст.№ 4 зі збільшенням електричної потужності з 8,4 до 12 МВт. 3 листопада 1997 року, у зв'язку з реорганізацією ДК «Молденерго», на базі Бельцької ТЕЦ було утворено АТ «CET-NORD».

## Основні характеристики
Встановлена електрична потужність — 24,0 МВт (Джерело 1 — котли і турбіни на природному газі або мазуті), 13,4 МВт (Джерело 2 — когенераційна установка на природному газі J620GS-J01), 0,65 МВт (Молодів пелетах).
Встановлена теплова потужність — 142 Гкал/год (Джерело 1), 10,75 Гкал/год (Джерело 2), 0,5 Гкал/год (Молодівська ТЕЦ).
Режим роботи — теплофікаційний.
Схема теплопостачання — закрита.

### Парові котлоагрегати
- Котлоагрегат (ГМ-40/39) ст. № 2 — 40 т / год.
- Котлоагрегат (ГМ-40/39) ст. № 3 — 40 т / год.
- Котлоагрегат (БКЗ-75/39) ст.№ 4 — 75 т/год.
- Котлоагрегат (БКЗ-75/39) ст.№ 5 — 75 т/год.
- Котлоагрегат (БКЗ-75/39) ст.№ 6 — 75 т/год.
- Котлоагрегат (БКЗ-75/39 ГМА-2) ст.№ 7 — 75 т/год.

### Водогрійні котлоагрегати
- Котлоагрегат (КВГМ-100) ст.№ 1 — 100 Гкал/год.
- Котлоагрегат (КВГМ-100) ст. № 2 — 100 Гкал / год.

### Турбоагрегати
- Турбоагрегат (ПТ-12/35) ст.№ 1 — 12 МВт.
- Турбоагрегат (ПТ-12/35) ст.№ 3 — 12 МВт.

### Генератори
- Генератор (Т2-12-2) ст.№ 1 — 12 МВт.
- Генератор (Т2-12-2) ст. № 3 — 12 МВт.

### Теплові мережі
Загальна протяжність 205,7 км.
Магістральні мережі — 92,6 км.
Внутрішньоквартальні — 113,1 км.

### Паливо
Основне — природний газ.
Резервне — мазут.
До складу ТЕЦ входить і котельня «Молодове», збудована у 2001 році.
Водогрійні котли (універсал) 4 шт — 2 Гкал/год.
Схема теплопостачання — закрита.
Паливо — вугілля, пелети.

## Модернізація
У рамках проекту з модернізації ТЕЦ було встановлено 169 індивідуальних теплових пунктів у 130 житлових будинках, замінено мережеві насоси, встановлено новий водогрійний котел на пелетах у котельні в районі Молодово. Загальна вартість вкладень склала 10,74 млн євро. Проект було реалізовано за півтора року. Нове обладнання привезли з Румунії.
Проект, який проводився у кілька етапів, передбачав встановлення когенераційних двигунів, що працюють на природному газі, що має призвести до зростання виробництва електроенергії приблизно на 60 %. Завдання було виконано шляхом будівництва станції, оснащеної чотирма поршневими газовими двигунами Jenbacher JMS 620 GS-NL, що працюють на природному газі, продуктивністю теплової енергії 12,5 МВт і електричної 13,4 МВт. Вони працюватимуть паралельно з уже існуючими потужностями.
Другим завданням була заміна насосів та вентиляторів у мережах опалення та встановлення перетворювачів частоти, що призведе до скорочення споживання електроенергії на насоси на 30 % та дозволить підвищити гнучкість їхньої експлуатації. Для цього було побудовано теплову насосну станцію, оснащену трьома насосами моделі Grundfos GWC, з номінальною витратою при паралельній роботі двох насосів, що дорівнює 2400 м3/год.
Третя частина проекту — будівництво в мікрорайоні «Молодове» міста Белці станції, оснащеної котлом на базі біомаси (пелети), потужністю 650 кВт.
Ще однією складовою проекту стало встановлення 169 індивідуальних теплових пунктів у 130 багатоповерхових житлових будинках, включаючи систему збору даних від усіх теплолічильників, які передають інформацію в автоматизованому режимі на головний сервер ТЕЦ.
Пріоритетним завданням на майбутнє є зміна вертикальної системи розподілу теплоносія на горизонтальну в масштабах міста. У зв'язку з цим було реалізовано пілотний проект. Горизонтальну систему розподілу теплоносія було впроваджено у 8-поверховому житловому будинку з 72 квартирами, у 31 з яких вже було встановлено автономні джерела опалення.
Теплова магістральна мережа, діаметром 426 мм і 325 мм і довжиною близько 1,7 км, розташована в мікрорайоні Дачія по вул. Івана Конєва, між вулицями Івана Франка та Лесечка, буде модернізовано. -1-7-km-magistral-noj-teplovoj-seti|title="CET-Nord" SA здійснює модернізацію 1,7 км магістральної теплової мережі!
У травні 2021 року на ділянці «Дачія» замінено 580 погонних метрів теплових труб на вулиці І. Конєва, мешканці 33 багатоквартирних будинків та 6 навчальних закладів цього сектору матимуть більш надійні послуги централізованого теплопостачання.
На ділянці на вулиці Святого Миколая замінено 600 м теплових труб діаметром від 159 до 219 мм. Ця модернізація забезпечить надійним обслуговуванням 15 багатоквартирних будинків, теоретичний ліцей, дитячий садок, культурно-молодіжний центр, магазин «Tina», магазин «Local», пенітенціарний заклад № 11. Модернізовано магістраль № 1 по вулиці Штефан чол Маре завдовжки 690 м.

## Другий етап модернізації
14 квітня 2022 року парламент затвердив Угоду про фінансування у розмірі 15 млн євро між Молдовою та Європейським банком реконструкції та розвитку для впровадження проекту «Теплоенергетична система муніципію Бєльці (CET-Nord) — Фаза II».
Кредитну угоду на суму 15 млн євро було підписано 24 грудня 2021 року. З передбаченої контрактом суми 9,5 млн євро для реалізації інвестиційного компонента, а 5,5 млн євро — для рефінансування історичного боргу.
ЄБРР надасть грант у розмірі 2 млн євро на реконструкцію системи гарячого водопостачання та впровадження системи горизонтального розподілу теплоносія у житлових кварталах муніципію Бєльці.
Проект включає:
- встановлення індивідуальних теплових пунктів у 166 житлових будинках (понад 22 тисяч квартир);
- У 296 багатоквартирних будинків будуть модернізовані внутрішньоквартальні системи розподілу опалення та гарячої води;
- 100 % відшкодування історичних боргів за природний газ, спожитий у цих блоках;
- виробництво централізованої гарячої води для майже 20 000 квартир у Бєльцях;
- Збільшення виробництва теплової енергії CET-Nord на 17 %, а виробництва електроенергії — на 34 %.